# Mario Orfini
Mario Orfini (Lanciano, 5 novembre 1936) è un produttore cinematografico, produttore televisivo, sceneggiatore e regista italiano.

## Biografia
Nato a Lanciano, Mario Orfini comincia come fotografo per L'Espresso, per poi lavorare nel cinema e nella televisione soprattutto come produttore. La carriera nel cinema inizia nel 1971 quando dirige il film Explosion con Laura Belli, John Davis, George Quinn, Frank Meyer e produce la trasposizione cinematografica dell'opera rock Orfeo 9 di Tito Schipa Jr. Produce film quali Porci con le ali, Il mistero di Bellavista, Il pap'occhio e Così parlò Bellavista e dirige tra gli altri Mamba, L'anniversario e Jackpot, l'ultimo film interpretato da Adriano Celentano.
La sua più recente produzione in collaborazione con RAI Cinema e Point Film è il film Black Star nati sotto una stella nera per la regia di Francesco Castellani, Evento Speciale al Festival del Cinema di Roma 2012.
Nel 2012 ha raccolto nel libro fotografico Anni felici (Postcart edizioni), alcune delle più significative immagini del suo percorso di fotografo reporter.
È il padre del politico Matteo Orfini.

## Filmografia

### Regista
- Explosion (1971)
- Noccioline a colazione (1978)
- Cesare Lombroso (serie televisiva, 1983)
- Mamba (1988)
- Jackpot (1992)
- L'anniversario (1999)